# Governo La Marmora I
Il Governo La Marmora I è stato il dodicesimo esecutivo del Regno di Sardegna, il primo guidato da Alfonso La Marmora.
Esso, nato in seguito alle dimissioni del governo precedente, è stato in carica dal 19 luglio 1859 al 21 gennaio 1860 (sebbene già dimissionario dal precedente 16 gennaio), per un totale di 186 giorni, ovvero 6 mesi e 2 giorni.

## Compagine di governo

### Appartenenza politica
| Partito | Partito                 | Presidente | Ministri | Totale |
| ------- | ----------------------- | ---------- | -------- | ------ |
|         | Militare                | 1          | 1        | 2      |
|         | Destra storica          | -          | 3        | 3      |
|         | Indipendente (politica) | -          | 3        | 3      |

## Composizione
| Carica                                | Titolare                              | Titolare                              | Titolare                                |
| Presidenza del Consiglio dei ministri | Presidenza del Consiglio dei ministri | Presidenza del Consiglio dei ministri | Presidenza del Consiglio dei ministri   |
| ------------------------------------- | ------------------------------------- | ------------------------------------- | --------------------------------------- |
| Presidente del Consiglio dei ministri |                                       |                                       | Alfonso La Marmora (Militare)           |
| Ministero                             | Ministri                              | Ministri                              | Ministri                                |
| Affari Esteri                         |                                       |                                       | Giuseppe Dabormida (Destra storica)     |
| Lavori Pubblici                       |                                       |                                       | Pietro Monticelli (Indipendente)        |
| Interno                               |                                       |                                       | Urbano Rattazzi (Indipendente)          |
| Pubblica Istruzione                   |                                       |                                       | Gabrio Casati (Destra storica)          |
| Guerra                                |                                       |                                       | Alfonso La Marmora (Militare)           |
| Finanze                               |                                       |                                       | Giovanni Battista Oytana (Indipendente) |
| Grazia e Giustizia e Culti            |                                       |                                       | Vincenzo Miglietti (Destra storica)     |

## Cronologia

### 1859
- 19 luglio - Il governo giura dinnanzi al Re.
- 10 novembre - Viene firmata la Pace di Zurigo, che formalizza l’Armistizio di Villafranca.
- 20 novembre - Viene ripromulgato, su proposta del ministro Urbano Rattazzi e a causa dell’aggiunta dei nuovi territori, il Codice penale già vigente nel Regno di Sardegna dal 1839.

### 1860
- gennaio - Essendo sorto un conflitto tra Camillo Benso, conte di Cavour (esterno all’esecutivo) ed il ministro Urbano Rattazzi sulla cessione della Savoia alla Francia, come previsto dall’Alleanza sardo-francese firmata il 26 gennaio 1859, la stampa reclama con insistenza il ritorno del Conte al governo.
- 16 gennaio - Pressato dalla crisi, il Presidente del Consiglio rassegna le dimissioni dinnanzi al Re, il quale conferì a Cavour l’incarico di formare un nuovo governo.
- 21 gennaio - Con il giuramento del nuovo esecutivo termina ufficialmente l’esperienza di governo.